# 30 Girls 6 Concepts
30 Girls 6 Concepts là một mini-album bởi những thí sinh top 30 của chương trình truyền hình thực tế sống còn Hàn Quốc Produce 48, được phát hành trên các trang nghe nhạc trực tuyến vào ngày 18 tháng 8 năm 2018 bởi Stone Music Entertainment.

## Bối cảnh
Produce 48 là chương trình truyền hình thực tế sống còn được phát sóng chính tại Hàn Quốc trên kênh Mnet và Nhật Bản trên kênh Mnet Japan và BS Sky PerfecTV từ ngày 15 tháng 6 năm 2018. Chương trình là nơi 96 thí sinh nữ đến từ nhiều công ty giải trí khác nhau của Hàn và các AKB48 Group của Nhật thể hiện sức hút của bản thân và giành một vị trí trong top 12 chung cuộc để trở thành thành viên của nhóm nhạc nữ dự án 12 thành viên quảng bá trong 2 năm rưỡi.
Trong tập 9 và 10, 30 thí sinh còn lại của chương trình được chia thành 6 đội, mỗi đội sẽ biểu diễn một bài hát mới, với phong cách và thể loại khác nhau, trực tiếp trước các giả tại trường quay. Đội có tổng số phiếu nhiều nhất sẽ nhận được 130,000 phiếu thưởng.

## Danh sách bài hát
| STT              | Nhan đề                                            | Phổ lời                               | Phổ nhạc                                                   | Phối khí                                 | Thời lượng |
| ---------------- | -------------------------------------------------- | ------------------------------------- | ---------------------------------------------------------- | ---------------------------------------- | ---------- |
| 1.               | "Rollin' Rollin'" (Love Potion[1])                 | Dally Sin-kung Wonderkid              | Sin-kung Wonderkid                                         | Dally Sin-kung Wonderkid                 | 02:55      |
| 2.               | "To Reach You (너에게 닿기를)" (Memory Control[2]) | Lee Sang-ho Yong-bae (RBW)            | Lee Sang-ho Yong-bae (RBW)                                 | Lee Sang-ho Yong-bae (RBW)               | 03:30      |
| 3.               | "Rumor" (Nation's Hot Issue[3])                    | SCORE Megatone EDEN J.rise            | SCORE Megatone EDEN                                        | SCORE Megatone EDEN                      | 03:17      |
| 4.               | "See You Again (다시 만나)" (Promise[4])           | Lee Dae-hwi                           | Lee Dae-hwi Lissie Simpson                                 | Lee Dae-hwi Lissie Simpson               | 03:07      |
| 5.               | "1000%" (Summer Wish[5])                           | Iggy (Oreo) Cino (Oreo) Uh-kim (Oreo) | Iggy (Oreo) Cino (Oreo) Uh-kim (Oreo)                      | Cino (Oreo) Uh-kim (Oreo)                | 03:36      |
| 6.               | "I Am" (1 AM[6])                                   | Jinri (Full8loom)                     | Glory Face (Full8oom) Jake K (Full8loom) Jinri (Full8loom) | Glory Face (Full8oom) Jake K (Full8loom) | 03:24      |
| Tổng thời lượng: | Tổng thời lượng:                                   | Tổng thời lượng:                      | Tổng thời lượng:                                           | Tổng thời lượng:                         | 19:51      |

Note
- ^[1]  Jang Won-young, Kim Na-young, Honda Hitomi, Shiro Miru, Kim Do-ah
- ^[2]  Kim Chae-won, Jang Gyu-ri, Yabuki Nako, Jo Yu-ri, Na Go-eun
- ^[3]  Kim Shi-hyun, Kwon Eun-bi, Han Cho-won, Lee Si-an, Murase Sayu
- ^[4]  Wang Yi Ren, Park Hae-yoon, Kang Hye-won, Miyawaki Sakura, Takeuchi Miyu
- ^[5]  Kim Min-ju, Lee Chae-yeon, Shitao Miu, Miyazaki Miho, Goto Moe
- ^[6]  Lee Ga-eun, An Yu-jin, Heo Yoon-jin, Choi Ye-na, Takahashi Juri